# Maurerkamm

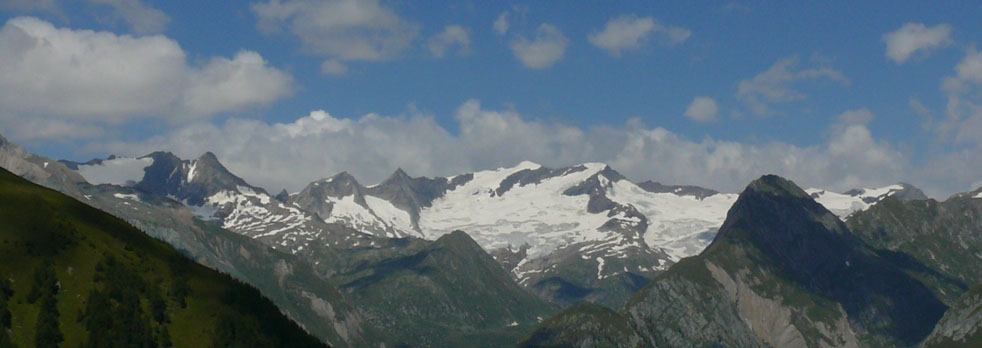
Der Maurerkamm von Südosten

Der Maurerkamm ist ein Gebirgskamm der Venedigergruppe im Osttirol (Tirol). Höchster Gipfel des Maurerkamms ist die Hintere Gubachspitze (3392 m ü. A.). Der Maurerkamm verdankt seinen Namen dem östlich gelegenen Maurertal.

## Lage
Der Maurerkamm erstreckt sich südlich des sogenannten Venedigerstocks von Norden nach Süden. Im Osten trennt das Maurertal bzw. der Maurerbach den Maurerkamm vom Dorferkamm, im Westen bildet die Isel bzw. das Umbaltal die Grenze zum Umbalkamm und zum Roßhufkamm. Im Norden stößt der Maurerkamm am Simony- bzw. Umbalkees an den Hauptkamm des westlichen Teils der Venedigergruppe, im Süden trennt wiederum die Isel den Maurerkamm vom Panargenkamm. Die Gipfel des Maurerkamms reihen sich in der nördlichen Hälfte von Norden nach Süden auf einer Linie aneinander. Von den Gubachspitzen im Norden führt der stark vergletscherte Kamm dabei zunächst über die Reggenspitze und den Reggentörlturm bis zu der Nördlichen und Mittleren Malhamspitze. Zwischen Mittlerer und Südlicher Malhamspitze strahlt ein langer Grat nach Westen über den Aderscheitl zum Essener Eck aus, während der Hauptkamm über die Südliche und Südlichste Malhamspitze weiter bis zum Malhamhorn verläuft. Hier beginnt sich der Maurerkamm schließlich nach Süden und Südosten aufzufächern. Nahezu der gesamte Maurerkamm liegt im Nationalpark Hohe Tauern, lediglich das Gebiet um das Rostocker Eck und kleinere Teile westlich des Maurertals bzw. nördlich des Umbaltals liegen außerhalb des Nationalparks. Nächstgelegene Siedlungen ist Ströden.

## Tourismus
Das Maurer Tal und das Umbaltal sind jeweils durch einen markierten Wanderweg von Süden nach Norden erschlossen. Im hinteren Maurer Tal befindet sich die Essener-Rostocker Hütte, inmitten des Umbaltals die Clarahütte. Zudem wurde das Rostocker Eck durch den markierten Carl-Bremer-Weg sowie der Simonysee durch einen weiteren Wanderweg leicht zugänglich gemacht. Ein Übergang zwischen Umbatal und Maurertal ist hingegen nur mittels Gletscherquerung möglich.

## Gipfel
| - Essener Eck (3005 m ü. A.) - Hintere Gubachspitze (3392 m ü. A.) - Hochkarkopf (2940 m ü. A.) - Hoher Aderscheitel (3201 m ü. A.) - Malhamhorn (3186 m ü. A.) - Mittlere Malhamspitze (3364 m ü. A.) - Mullwitzkogel (2767 m ü. A.) - Niederer Aderscheitel (3119 m ü. A.) - Nördliche Malhamspitze (3373 m ü. A.) - Ogasilspitze (3032 m ü. A.) - Quirl (3251 m ü. A.) | - Quirlwand (2906 m ü. A.) - Reggenspitze (3230 m ü. A.) - Reggentörlturm (rund 3120 m ü. A.) - Rostocker Eck (2749 m ü. A.) - Schinakel (2874 m ü. A.) - Steingrubenkogel (3228 m ü. A.) - Südliche Malhamspitze (3329 m ü. A.) - Südlichste Malhamspitze (3255 m ü. A.) - Vordere Gubachspitze (3318 m ü. A.) - Zopatkogel (2848 m ü. A.) - Zunagl (2285 m ü. A.) |